# Hurius aeneus
Hurius aeneus là một loài nhện trong họ Salticidae.
Loài này thuộc chi Hurius. Hurius aeneus được Cândido Firmino de Mello-Leitão miêu tả năm 1941.